# Sous haute tension
Pour les articles homonymes, voir Sous haute tension (homonymie).
Sous haute tension (Time Bomb) est un téléfilm canado-américain réalisé par Stephen Gyllenhaal et diffusé en 2006.

## Fiche technique
- Titre original : Time Bomb
- Titre français : Sous haute tension
- Réalisation : Stephen Gyllenhaal
- Scénario : Frank Military
- Pays d'origine :  Canada,  États-Unis
- Langue originale : anglais
- Durée : 83 minutes

## Distribution
- David Arquette (V. F. : David Kruger) : Mike Bookman
- Richard T. Jones : Douglas Campbell
- Tara Rosling (V. F. : Blanche Ravalec) : Lynn Bookman
- Angela Bassett : Jill Greco
- Neil Napier (V. F. : Fabien Jacquelin) : Clark McDaniel
- Henri Pardo : John Givens
- Matt Connell : Matt Calvillo
- Simon Reynolds : Richard Zawadski
- Gianpaolo Venuta : l'agent Brian Goodman
- Carlo Rota : Musab Hyatti
- Devon Goyo : Sean Bookman
- Jim McNabb : Red Beacham
- Fajer Al-Kaisi : Al-Fatwa
- Sabine Karsenti (V. F. : Caroline Klaus) : Deanne Mitchell
- Mike Tsar : Pete
- Lynne Adams : l'agent du FBI Lawton
- Kevin Woodhouse : le mari de Deanne
- Larry Burnette : le commentateur du football no 1
- Patrick O'Neal : le commentateur du football no 2